# 菊地幸作
菊地 幸作（きくち こうさく、1896年（明治29年）6月20日 - 1984年（昭和59年）1月2日）は、日本の政治家。栃木県真岡市長（2期）。

## 来歴
真岡市出身。1912年、芳賀農林学校卒業。1920年、栃木県庁に入る。県庁内では秘書、商工各課長、知事官房主事などを務め、東京都繊維配給に転じ、経理総務各部長を歴任し、その後は栃木県監査委員、県人事委員会委員長などを務めた。1954年、合併による真岡町の町長選挙に立候補し、当選する。真岡町は同年10月に市制施行し、真岡市長となった。市長を2期務め、1967年に市長を退任した。ほか、栃木県土地改良事業団体連合会会長、穴川土地改良区連合会理事長を歴任した。1984年に死去した。